# Castello di Vouilly
Il castello di Vouilly, solo in parte classificato monumento storico di Francia, è un edificio del XVIII secolo, ricordato per essere stato nei mesi di giugno e luglio 1944, il quartier generale dei reporter di guerra che coprirono lo sbarco in Normandia e l'avanzata degli alleati.

## Storia
L'edificio attuale è frutto d'importanti lavori fatti nel 1760 dalla famiglia Cussy, così come la limonaia, alcuni pavillons e i giardini alla francese.
Il castello, che dopo vari passaggi era diventato proprietà della famiglia Hamel, fu requisito dagli alleati per farne il quartiere generale dei corrispondenti di guerra, che vi si stabilirono il 10 giugno. Le più grandi testate come Reuters, Associated Press, Life, The New York Times, ecc. avevano lì i loro giornalisti, che soggiornavano in un campo militare stabilito nei giardini. Erano presenti circa una cinquantina di reporter fra cui i più noti erano Ernest Hemingway, Ernie Pyle, Robert Capa, Walter Cronkite e Andy Roony. Ogni mattina il portavoce del generale Omar Bradley dava una conferenza stampa nella sala principale del castello.

## La sala stampa
La sala stampa è diventato un luogo di memoria e conserva ancora delle macchine da scrivere d'epoca, fotografie, mobili e suppellettili utilizzate in quei giorni. A fianco della sala dedicata ai giornalisti, c'era la sala della censura che rileggeva gli articoli, per assicurarsi che informazioni confidenziali non fossero pubblicate. Il generale Bradley soggiornò al castello il 20 luglio 1944 per spiegare alla stampa l'Operazione Cobra, chiedendo tuttavia di mantenere il riserbo fino alla fine dell'operazione. I proprietari attuali del castello, che sono i discendenti diretti, raccontano che negli anni molti veterani, tra cui John G. Morris, sono ritornati a visitare l'antico quartier generale.

## Riconoscimento
Una placca omaggiata dall'Overseas Press Club (OPC) il 6 giugno 1994, si trova sulla facciata del castello, a ricordo del lavoro svolto dai corrispondenti di guerra durante la Seconda guerra mondiale.